# Kodak Black
Bill Kahan Kapri (nascido em Dieuson Octave, em 11 de junho de 1997), mais conhecido por seu nome artístico Kodak Black, é um rapper, cantor e compositor americano. Ele ganhou reconhecimento com seu single "No Flockin", lançado em 2014. Seu álbum de estreia, Painting Pictures (2017), alcançou a posição número 3 na Billboard 200, dos Estados Unidos, e incluiu o single "Tunnel Vision", que chegou ao top dez da Billboard Hot 100, também dos EUA. O segundo álbum de Black, Dying to Live (2018), alcançou o primeiro lugar na Billboard 200 e foi apoiado pelo single "Zeze " (com Travis Scott e Offset), que alcançou a posição número 2 na Billboard Hot 100.
A carreira de Kodak Black foi marcada por períodos de sucesso mainstream, bem como controvérsias públicas e questões legais. Seus problemas legais começaram no ensino médio e aumentaram significativamente no final dos anos 2010. Em 2019, Black foi preso por porte de armas e foi condenado a quase quatro anos de prisão. Em 2021, acabaria por lhe ser concedida clemência pelo então presidente Donald Trump. Enquanto estava preso, ele lançou seu terceiro álbum de estúdio, Bill Israel (2020).

## Biografia
Kodak Black nasceu Dieuson Octave em 11 de junho de 1997, em Pompano Beach, Flórida , filho de uma imigrante haitiana, Marcelene Octave.  Mais tarde, ele mudou seu nome para Bill K. Kapri. Kodak Black foi criado por sua mãe em Golden Acres, um projeto de habitação pública em Pompano Beach. 
Kodak Black começou a fazer rap na escola primária e começou a frequentar uma trap house de sua área depois das aulas, para gravar música. Ele passou sua juventude lendo tesauros e dicionários para aprofundar seu vocabulário. Kodak Black frequentemente participou em brigas e assaltos com seus amigos.  Ele foi expulso da escola na quinta série por brigar e foi preso por roubo de um carro enquanto estava no ensino médio. Sobre sua educação, ele disse que tinha duas opções: "Vender drogas com uma arma na cintura ou rap". 
A partir dos seis anos, Kodak Black usou o apelido de "Black". Ele também usou o apelido de "Lil 'Black". Quando ele entrou no Instagram, ele escolheu o nome de usuário "Kodak Black", dando o seguinte motivo: "... você conhece a Kodak , isso é fotos e tudo mais." Mais tarde, esse se tornou seu nome artístico, quando ele começou a fazer rap e se tornou o nome de que seus fãs mais gostavam. 
1. ↑  Weinstein, Max (25 de agosto de 2016). «Uncover Kodak Black's Music When He Was Known as J-Black» (em inglês). XXL